# Улица Вайцеховского
Улица Вайцеховского — короткая, около 300 метров, улица в историческом центре Воронежа (Центральный район). Проходит от улицы Каляева до улицы Сакко и Ванцетти.

## История

Мемориальная доска в Воронеже на улице Вайцеховского

Известна с XVIII столетия, называлась Тулиновской по имени местного домовладельца (усадебный дом Тулиновых известен ныне как «дом Вигеля»).
Усадьба неоднократно перестраивалась и расширялась пристройками. В разное время усадебные постройки занимала губернская больница, детский приют, другие городские учреждения. При советской власти главное усадебное здание оборудовали под родильный дом. Улица получила название — Больничный переулок.
Современное название, с 1965 года, в честь героя Великой Отечественной войны М. Е. Вайцеховского (1896—1942), командира Воронежского добровольческого коммунистического полка (1941—1942) (мемориальная доска Михаилу Вайцеховскому установлена на д. 19).
В д. 7 в 1926 году, на квартире врача М. Раппопорта, проходила встреча воронежских литераторов с поэтом Владимиром Маяковским.

## Достопримечательности

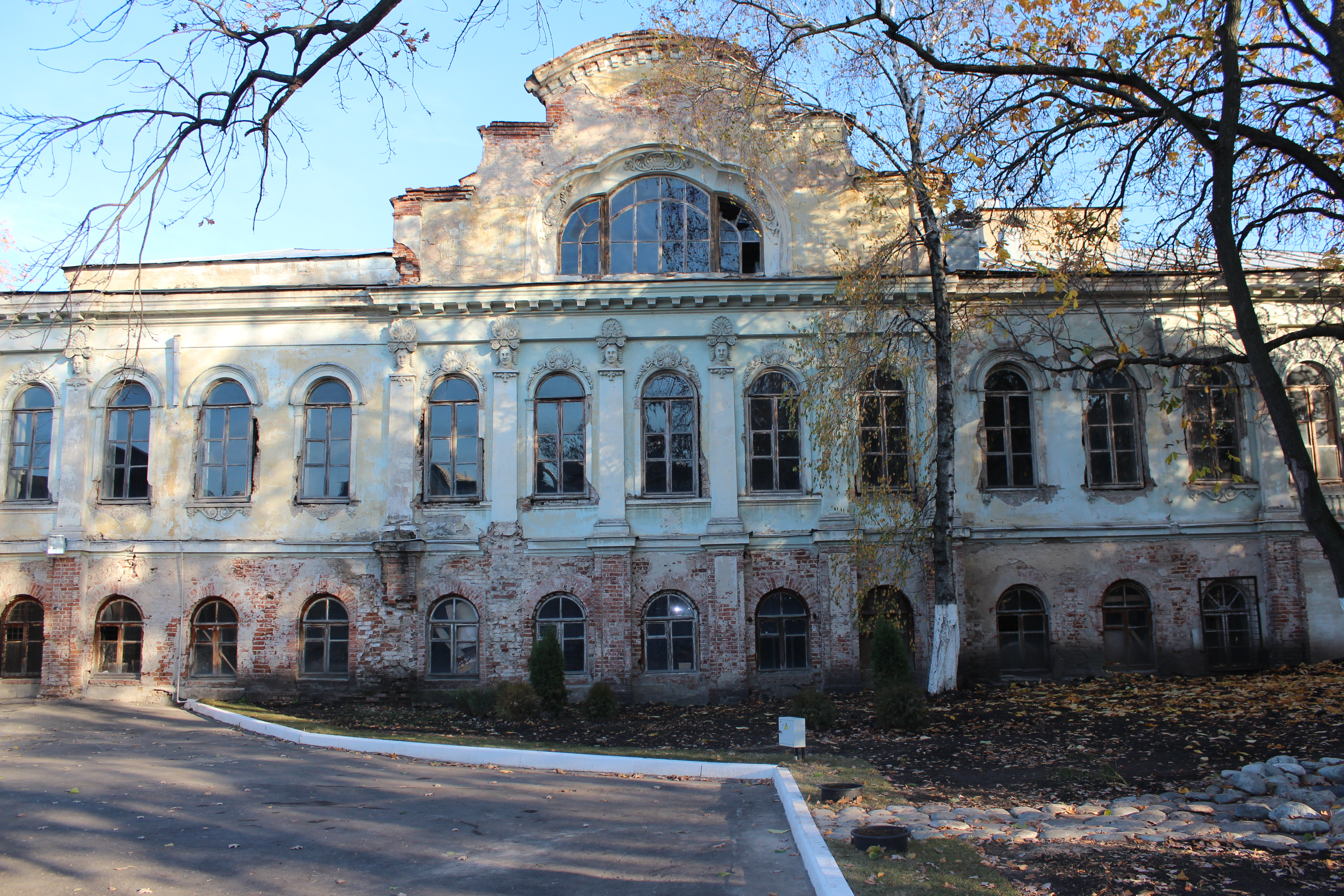
Дом Вигеля

д. 2/4 — Дом Вигеля (середина XVIII века)

## Известные жители
д. 5А — М. Е. Вайцеховский